# Stierstadt
Stierstadt is een plaats in de Duitse gemeente Oberursel (Taunus), deelstaat Hessen, en telt 5123 inwoners (2008).
In 1971 wordt Stierstadt verbroederd met de Nederlandse gemeenschap Ursem (Koggenland) gesloten.